# Ernest Van den Berghe
Ernest August Omer Van den Berghe (Aalst, 2 november 1897 - 27 augustus 1995) was een Belgisch volksvertegenwoordiger.

## Levensloop
Van den Berghe was de zoon van een radicaal liberale middenstander en een katholieke Aalsterse huisvrouw. Hij groeide op in een gelovig maar antiklerikaal gezin, met sympathie voor het daensisme. Hij volgde middelbaar onderwijs aan de athenea in Aalst en in Gent. Zijn vader had een Franstalige opleiding in Aat gewenst, maar Van den Berghe, die al sterk onder invloed stond van het flamingantisme, ging op eigen initiatief naar Gent. Onder invloed van leraars zoals René Declercq, Hippoliet Meert, Maurits Sabbe en Jozef Goossenaerts evolueerde hij in de richting van het activisme. Hij was tevens medestichter van het halfmaandelijkse blad Ontwaakt, het latere weekblad De Nieuwe Tijd.
In 1919 was hij betrokken bij de verkiezingsstrijd in Aalst, waarbij Het Vlaamsche Front en daensisten een kartel vormden. Vervolgens speelde hij een belangrijke rol bij de samenwerking van beide groepen en onder zijn impuls vormde Het Vlaamsche Front in de zomer van 1923 met de daensisten een partij die onder de naam Christene Volkspartij - Vlaamsch Front aan verkiezingen deelnam. Hij trouwde in 1925 met Joanna De Neve (1900-1995) en ze hadden negen kinderen.
Van den Berghe werkte voortaan als vrijgestelde voor deze partij en was actief in talrijke bestuursfuncties bij verenigingen (vakbond, coöperatieven, ziekenfonds, media) die tot het daensistische en Vlaams-nationalistische netwerk behoorden, zoals:
- de samenwerkende maatschappij Volksverheffing,
- de nv Vlaamsche Spaar- en Leenbank,
- het Vlaamsch Nationaal Vakverbond.

Vanaf 1935 werd hij voltijds algemeen secretaris van het VNV toen het secretariaat van Aalst naar Brussel verhuisde. Samen met Hendrik Elias en Gérard Romsée behoorde hij tot de gematigde vleugel binnen de partij en hij ondersteunde de concentratiepolitiek met Rex en de Katholieke Vlaamse Volkspartij. In 1939 werd hij verkozen tot volksvertegenwoordiger voor het arrondissement Aalst en vervulde dit mandaat tot in 1946.
Hoewel hij geen voorstander was van collaboratie met de bezetter, volgde hij toch vanaf 1940 de collaborerende partijlijn en speelde een belangrijke rol in de greep naar de macht van het VNV. Na de dood van Staf De Clercq nam hij in 1943 ziekteverlof als secretaris-generaal van de VNV. Zijn officiële taken werden overgenomen door Piet Wijnendaele, hoewel Van den Berghe loon bleef ontvangen.
In 1944 werd hij in op beschuldiging van collaboratie opgepakt en in 1947 veroordeeld tot 3 jaar hechtenis. Nadat hij in beroep ging, werd de straf opgetrokken tot 5 jaar hechtenis. Hij kwam vrij in 1948 en richtte een handelszaak op in Aalst. Officieel speelde hij na de oorlog geen politieke rol meer, maar hij bleef achter de schermen wel invloed uitoefenen op het Vlaams-nationalisme. Hoewel hij aanvankelijk geen voorstander was van een nieuwe Vlaams-nationalistische partij, steunde hij de Volksunie van bij de oprichting in 1954. Hij bleef de partij steunen tot aan zijn dood, al nam hij initiatieven om een verzoening tussen de Volksunie en het Vlaams Blok tot stand te brengen.